# Leptolalax dringi
Leptolalax dringi är en groddjursart som beskrevs av Dubois 1987. Leptolalax dringi ingår i släktet Leptolalax och familjen Megophryidae. IUCN kategoriserar arten globalt som nära hotad. Inga underarter finns listade i Catalogue of Life.